# Gloria, despiadada
Gloria, despiadada es el decimoprimer capítulo de la segunda temporada de la serie de televisión argentina Mujeres asesinas. Este episodio se estrenó el día 20 de junio de 2006.
Este episodio fue protagonizado por Vera Fogwill en el papel de asesina. Coprotagonizado por Luis Ziembrowski. También, contó con la actuación especial de Pía Uribelarrea. Y la participación de Tatiana Saphir.

## Desarrollo

### Trama
Gloria (Vera Fogwill) es una mujer joven que vive con su madre, y que de chica pasó por un momento muy difícil que la marcó para siempre: su padre las abandonó, dejándolas en la calle. Desde entonces ambas tuvieron que pelearla solas; finalmente la madre se refugia en la comida. Cuando Gloria crece, comienza a trabajar en un bar de moza, y es ahí donde conoce a Ubaldo (Luis Ziembrowski), un hombre trabajador que vive con su mujer, Elba, y sus dos hijas pequeñas. La relación con Elba no está nada bien, y es entonces cuando cae en el deseo de estar con Gloria. Pero Gloria se enamora perdidamente de Ubaldo y él cree que también. Ubaldo deja todo por ella y la esposa se va de la casa con las hijas. En un principio todo iba bien, pero cuando Ubaldo se da cuenta de que la casa es un descontrol, las cosas se complican: se da cuenta de que quiere volver a su vida anterior. Gloria empieza a desesperarse y comienza a satisfacer a Ubaldo intentado comportarse como una ama de casa; pero estos intentos ya son en vano: él ya había vuelto con su mujer. Gloria ve la historia de su madre reflejada en la de ella, pero en vez de refugiarse en la comida, decide vengarse: va a la casa de su expareja y acuchilla a Elba, hiriéndola, y después le dispara un tiro en la cabeza. Para acabar su venganza va al cuarto de las hijas pequeñas y dispara varias veces, acabando con la vida de una de ellas.

### Condena
Gloria B. fue declarada culpable por el homicidio de Elba F. y de su hija de 8 años, y por lesiones graves a la hija menor, que sobrevivió. La condenaron a 12 años de prisión por homicidio simple. Le redujeron la pena por buena conducta y quedó en libertad en marzo de 1979. Un año después formó una nueva pareja con la que tuvo dos hijos.

## Elenco
- Vera Fogwill
- Tatiana Saphir
- Pía Uribelarrea
- Luis Ziembrowski